# Strada provinciale 33 Casolana
La strada provinciale 33 Casolana, così chiamata perché porta a Casola Valsenio, è una strada provinciale italiana compresa nel comune di Fontanelice della città metropolitana di Bologna.

## Percorso
Nasce a Fontanelice all'incrocio con l'ex SS 610 Selice o Montanara Imolese e si dirige a sud-est risalendo il versante destro della valle del Santerno. Passa in località Santa Margherita e continua fino al Passo del Prugno (519 m s.l.m.), al confine con la provincia di Ravenna. Oltre questo punto la strada diviene SP 70 Prugno.